# 江馬輝盛
江馬輝盛（日语：えま てるもり）生於天文2年（1533年）－卒於天正10年10月27日（1582年11月22日））是日本戰國時代的武將。飛驒國高原諏訪城主。名諱中的｢輝｣字來自室町幕府13代將軍足利義輝。

## 生平
江馬輝盛是飛驒豪族江馬時盛的嫡男，由於飛驒國人眾彼此爭奪領地，因此也捲入越後國上杉謙信及甲斐國武田信玄之間，於信濃國北部的川中島四郡進行的一系列川中島之戰，在永禄7年（1564年）时，江马辉盛的父亲时盛附属于武田信玄，但輝盛卻連同三木嗣賴、自綱與上杉謙信交好。後來因為時盛獲得武田方軍援，勢力大於三木氏，因此輝盛之後也從屬於武田方。永祿8年（1565年），武田信玄出兵越中進攻椎名康胤時，江馬輝盛以先鋒之姿攻入越中，因功獲得越中新川郡的中地山城，江馬輝盛因而被父親派為城代鎮守在兩方的邊境。椎名康胤於是役後投降武田方，但康胤於元龜2年（1571年）的松倉城之戰被上杉謙信擊敗，松倉城遭到上杉重臣河田長親接收，江馬氏與上杉氏的領地也直接接壤。
根据《上杉文书》記載，江馬輝盛在元龟2年（1571年）四月向从越中國凯旋而回的上杉谦信贺捷的文书，甚至在元龟3年（1572年）九月時亲自去谒见当时正出阵越中的上杉谦信。
元亀4年（1573年）4月，武田信玄去世，輝盛察知後派家臣河上富信將消息通報通上杉氏（河田長親）。天正元年（1573年）七月（也有天正六年的說法），江馬輝盛殺害親善武田家的父親江馬時盛，奪取了江馬家的實權，並從屬上杉家，但在天正4年時（1576年）又一度倒向武田家，但遭到鹽屋秋貞聯合上杉謙信再度進軍飛驒，因而再度從屬上杉家。在天正5年（1577年）時在上杉謙信入侵能登時也奉命防備織田信長。
而一直和江馬家在飛驒國分據的姊小路賴綱則依靠織田信長壯大勢力，使江馬輝盛在上杉謙信於天正6年（1578年）病故後偃旗息鼓，直到天正10年（1582年）織田信長橫死於本能寺之變後，悍然發兵與姊小路賴綱爭奪飛驒國的霸權，結果江馬輝盛卻在八日町之戰戰敗身亡，居城高原諏訪城隨後失陷，其子江馬時政逃往越中依賴金森長近。